# Hawkins (James Bond)
Hawkins é um personagem do filme 007 - Permissão Para Matar, 16º da franquia cinematográfica do espião britânico James Bond, agente 007 do MI-6, criado por Ian Fleming.

## Características
Hawkins é um contato de Felix Leiter da CIA na DEA, a agência antidrogas norte-americana, e na sequência pré-títulos ajuda Leiter e Bond a perseguir e fisgar no ar o pequeno avião monomotor do barão das drogas Franz Sanchez. Um personagem amigável a Bond no início, mais tarde se torna crítico e cético do agente querer perseguir os traficantes que jogaram Leiter aos tubarões e assassinaram sua esposa, sem permissão oficial para isso de seu governo nem do governo dos Estados Unidos.

## No filme
Hawkins e um colega da DEA aparecem de helicóptero ao lado do carro que transporta Leiter, Bond e Sharkey para o casamento do primeiro na Flórida, onde Bond será o padrinho do melhor amigo. Hawkins avisa a Leiter que o supertraficante Franz Sanchez foi localizado e Leiter o segue no helicóptero, com Bond indo como "observador", para a captura do traficante. Sanchez é capturado em seu monomotor em pleno ar, depois que Bond, pendurado num helicóptero da Guarda Costeira onde estão Hawkins e os outros, prende a cauda do pequeno avião com um cabo de aço ao helicóptero. Mais tarde, quando Bond volta do aeroporto em que embarcaria para Londres ao saber que Sanchez escapou e descobre a morte de sua esposa, querendo vingança, Hawkins o aborda na rua, critica sua tentativa de envolvimento no caso de Leiter e o conduz com outros homens da DEA à casa onde 007 é recebido por M e tem sua licença para matar revogada.